# Zoram Thanga
Zoram Thanga (ur. 1 stycznia 1963 w Falam, zm. 9 lutego 2005 w Aizawl) − indyjski bokser kategorii papierowej, zdobywca trzeciego miejsca w pucharze świata (1990).

## Kariera amatorska
W 1988 brał udział w kubańskim turnieju Giraldo Cordova Cardin rozgrywanym co roku w stolicy Kuby. Udział rozpoczął i zakończył na 1/8 finału, przegrywając z reprezentantem Korei Północnej Kimem Dok-namem. Rok później był uczestnikiem mistrzostw świata w boksie, które były rozgrywane w Moskwie. Rywalizujący w kategorii papierowej Indus w 1/8 finału pokonał na punkty (25:13) Hiszpana Juana Sosę. W kolejnym pojedynku przegrał przed czasem w trzecim starciu z Kubańczykiem Rogelio Marcelo. W styczniu 1990 był uczestnikiem igrzysk Wspólnoty Narodów, na których rywalizował w kategorii muszej. W ćwierćfinale pokonał go na punkty (5:0) reprezentant Zimbabwe Nokuthula Tshabangu. W listopadzie reprezentował Indie w kategorii papierowej w 8. edycji pucharu świata, który rozgrywany był w indyjskim mieście Bombaj. Rywalizację na turnieju rozpoczął od punktowego zwycięstwa nad Koreańczykiem Yangiem Jin-Sukiem. W ćwierćfinale zmierzył się z reprezentantem Szkocji Paulem Weirem. Thang zwyciężył na punkty, awansując do półfinału wraz z rodakiem Dharmendarem Yadavem. Półfinałowy pojedynek przegrał z reprezentantem Stanów Zjednoczonych Erikiem Griffinem, ulegając mu na punkty. W walce o trzecie miejsce zmierzył się z rodakiem Dharmendarem Yadavem, pokonując go wysoko na punkty (17:4). Był to pierwszy historii medal dla Indii w bokserskim pucharze świata. W 1993 uczestniczył w mistrzostwach świata w Tampere, rywalizując w kategorii muszej. Odpadł przed ćwierćfinałem, przegrywając z Egipcjaninem Moustafą Esmailem. Karierę sportową zakończył w 1993, nigdy nie przeszedł na zawodowstwo. Był pierwszym w historii reprezentantem Indii, który uzyskał poważną pozycję na międzynarodowym turnieju. 

## Śmierć
Zmarł 9 lutego 2005 r. w szpitalu Lunglei Civil. Przyczyną śmierci było nadciśnienie tętnicze. Miał żonę oraz trójkę dzieci.